# Realme 7 Pro
realme 7 Pro — смартфон середнього рівня, розроблений компанією realme, що є покращеною версією realme 7. Був представлений 3 вересня 2020 року. В Україні смартфон поступив у продаж 20 жовтня 2020 року за ціною 8999 грн.

## Дизайн
Екран виконаний зі скла Corning Gorilla Glass 3+. Корпус виконаний з пластику.
Знизу знаходяться роз'єм USB-C, динамік, мікрофон та 3.5 мм аудіороз'єм. Зверху розташований другий мікрофон. З лівого боку смартфона розташовані кнопки регулювання гучності та слот під 2 SIM-картки і карту пам'яті формату microSD до 256 ГБ. З правого боку розміщена кнопка блокування смартфону.
В Україні realme 7 Pro продавався в 2 кольорах: Mirror Silver (сріблястий) та Mirror Blue (синій).
Також існує варінт смарфтона під назвою realme 7 Pro SE Sun Kissed Leather особливістю якого стала задня панель, що виготовлена зі штучної шкіри.

## Технічні характеристики

### Платформа
Смартфон отримав процесор Qualcomm Snapdragon 720G та графічний процесор Adreno 618.

### Батарея
Батарея отримала об'єм 4500 мА·год та підтримку швидкої зарядки SuperDart Charge на 65 Вт, що заряджає смартфон на 50 % за 12 хвилин та на 100 % за 34 хвилини (рекламується).

### Камер
Смартфон отримав основну квадрокамеру 64 Мп, f/1.8 (ширококутний) + 8 Мп, f/2.3 (ультраширококутний) з кутом огляду 119˚ + 2 Мп, f/2.4 (макро) + 2 Мп, f/2.4 (сенсор глибини) з фазовим автофокусом та здатністю запису відео в роздільній здатності 4K@30fps. Фронтальна камера отримала роздільність 32 Мп, світлосилу f/2.5 (ширококутний) та здатність запису відео у роздільній здатності 1080p@30fps.

### Екран
Екран Super AMOLED, 6.4", FullHD+ (2400 × 1080) зі співвідношенням сторін 20:9, щільністю пікселів 411 ppi та круглим вирізом під фронтальну камеру, що розміщений у верхньому лівому кутку. Також під дисплей вбудований сканер відбитків пальців.

### Пам'ять
Realme 7 Pro продавався в комплектаціях 6/128 та 8/128 ГБ. В Україні була доступна версія тільки на 8/128 ГБ.

### Програмне забезпечення
Смартфон був випущений на realme UI 1 на базі Android 10. Був оновлений до realme UI 3 на базі Android 12.